# Republică bananieră

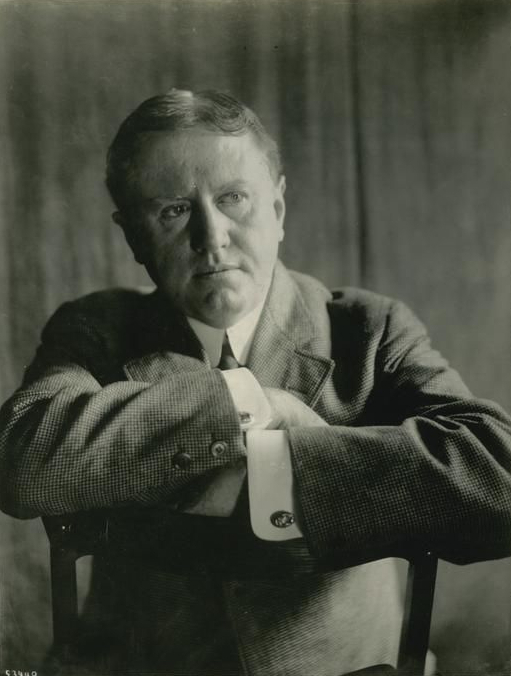
Termenul de banana republic ar fi fost folosit prima dată (circa 1904) de către scriitorul american O. Henry (conform afirmațiilor lui William Sydney Porter, 1862–1910)

Republică bananieră (în engleză banana republic, în folosința originară) este un termen politic având un sens peiorativ, care se referă la un stat a cărui formă de organizare statală este republica, dar care este extrem de slab dezvoltat economic prezentând o economie de tip unic (așa cum ar fi, de pildă, cultivarea bananelor) sau foarte slab diversificată, condusă în mod tiranic de un lider unic, care a confiscat total puterea în toate aspectele sale.
Tradițional și convențional, o republică bananieră este opusul unei democrații, fiind de facto o tiranie, adeseori ereditară, mascată sub cuvântul îmbietor de republică. Este, de obicei, condusă de un „el lider maximo”, înscăunat pe viață, care se auto-intitulează „alesul poporului”, și care controlează practic total sectoarele sociale, economice, administrative, culturale și politice ale națiunii, fiind simultan președintele țării, adesea conducătorul armatei și șeful partidului politic unic.
Numeroase țări din America Latină, așa cum ar fi Republica Dominicană, Guatemala, Nicaragua, Honduras și Panama, respectiv  în diferite stadii temporale ale istoriei lor, sunt considerate modele ale constituirii unui portret robot al unei republici bananiere.
Cel mai adesea, o republică bananieră este o țară care este condusă pentru a funcționa ca o întreprindere comercială privată monopolistă, al cărei unic scop este furnizarea de bunuri materiale și de profituri (sub orice formă) care sunt împărțite între clasa conducătoare politică și cea economică. O astfel de economie extrem de slab diversificată conduce la bugete masiv deficitare, debite publice majore, devalorizarea monedei naționale și o dezvoltare inegală. Republicile bananiere sunt conduse de un lider suprem, care este ajutat de o cleptocrație administrativă și politică (guvern de hoți), al cărei scop este exploatarea funcțiilor publice pentru câștig personal sub orice formă (deturnare de fonduri, furt, mită, înșelăciune, etc.). La operația de extorcare a unei astfel de țări își aduc contribuția masivă diferite corporații internaționale și/sau transnaționale, care nu sunt trase la răspundere pentru modul în care au contribuit la devalizarea națiunii. La rândul său, guvernul cleptocratic amplifică fenomenul de aservire generală, iar — ca atare — funcțiile publice sunt puse la mezat, fiind cumpărate sau tranzacționate prin falsificarea alegerilor. 

## Etimologie
La începutul secolului al XX-lea, United Fruit Company, o corporație multinațională americană, a contribuit la crearea fenomenului „republicii bananiere”. Împreună cu alte corporații americane, cum ar fi Cuyamel Fruit Company și cu sprijin ocazional din partea guvernului Statelor Unite, corporațiile au creat circumstanțele politice, economice și sociale care au creat „republici bananiere” în țările din America Centrală, cum ar fi Honduras și Guatemala.

## Interpretări moderne
Țările care au obținut independență față de puterile coloniale în secolele 20 și 21 au avut apoi tendința de a împărtăși trăsăturile republicilor de banane datorate influenței marilor corporații private în politica lor, de exemplu; Maldive (companii de resort), Chile (societăți miniere străine) și Filipine (industria tutunului, guvernul american și corporațiile).
La data de 14 mai 1986, trezorierul australian Paul Keating a declarat că Australia ar putea deveni o republică de banane. Acest lucru a primit o mulțime de comentarii și critici  și este văzut ca parte a unui punct de cotitură în politica și economia Australiei.